# Hipparchia bacchus
El sátiro de El Hierro (Hipparchia bacchus) es una especie  de lepidóptero ditrisio  de la familia Nymphalidae perteneciente a la subfamilia de las Satyrinae, endémica de la isla canaria de El Hierro.
Únicamente se conocen dos poblaciones, con un área de ocupación de apenas 5 km² amenazada además por la actividad agrícola, por lo que su estado de conservación se clasifica como vulnerable. Este peligro de desaparición motivó su elección como Mariposa del año 2025 por la Asociación Zerynthia, dedicada al estudio y conservación de las mariposas en España.
Fue descrita por Higgins en 1967. Tanto su epíteto específico, bacchus, como su nombre vulgar, "sátiro", se refieren a su presencia entre vides, y por extensión a Baco, dios romano del vino. El uso de productos agroquímicos en los viñedos se encuentra entre los factores de riesgo para la especie. Además de en los viñedos, habita en las empinadas laderas herreñas pobladas de plantas herbáceas.
Esta mariposa presenta una sola generación anual. Está estrechamente emparentada con Hipparchia wyssii.